# Zach Lipovsky
Zach Lipovsky, född 7 februari 1984 i Vancouver i British Columbia, är en kanadensisk filmregissör, manusförfattare och specialist inom visuella effekter. Han har också haft en karriär som barnskådespelare.

## Karriär
Lipovsky deltog i den första säsongen av Fox-dokusåpan On the Lot, där han placerade sig på en femteplats av totalt 12 000 regissörer världen över. Han har därefter regisserat filmerna Tasmanian Devils, Leprechaun: Origins och Dead Rising: Watchtower.
Mellan åren 2016 och 2017 var Lipovsky regissör och producent för Disney XD-serien Mech-X4, för vilken han blev nominerad till en Daytime Emmy Award. Sedan regisserade han och skrev manus till filmerna Kim Possible och Freaks tillsammans med kollegan Adam Stein. Duon blev i september 2022 regissörer för den sjätte Final Destination-filmen Bloodlines, som beräknas ha biopremiär under år 2025.

## Filmografi (i urval)
- 2013 – Tasmanian Devils
- 2014 – Leprechaun: Origins
- 2015 – Dead Rising: Watchtower
- 2018 – Freaks
- 2019 – Kim Possible
- 2025 – Final Destination: Bloodlines